# اولد هورس اسپرینگز (نیومکزیکو)
اولد هورس اسپرینگز (به انگلیسی: Old Horse Springs) یک منطقهٔ مسکونی در ایالات متحده آمریکا است که در شهرستان کترون، نیومکزیکو واقع شده‌است. اولد هورس اسپرینگز ۰ نفر جمعیت دارد.